# 植竹ルーム
有限会社植竹ルーム（うえたけ-）は、日本の芸能事務所。

## 所在地
- 東京都中央区日本橋小網町2番1号 ニューシティレジデンス日本橋水天宮201号

## 業務内容
- タレントの養成、及び斡旋

## 所属タレント
- 井上佳子
- 金子美香
- 椎名令恵
- 渡辺琢磨